# El llamado del desierto
El llamado del desierto exhibida también como L'Appel du Désert es una película coproducción de Argentina y Marruecos filmada en colores dirigida por Pablo César sobre el guion de Jerónimo Toubes que se estrenó el 29 de junio de 2018 en Argentina y tuvo como actores principales a Abdellah Chakiri, Jerónimo Toubes y Sarah Perles.
El director Pablo César no es un novato en coproducciones consideradas exóticas: con Túnez dirigió en 1991 Equinoccio, el jardín de las rosas, con India produjo en 1996 Unicornio, el jardín de las frutas, con Mali hizo Afrodita, el jardín de los perfumes en 1998 y con Etiopía y Angola dirigió en 2014 Los dioses del agua.

## Reparto
Intervinieron en la película los siguientes intérpretes:
- Abdellah Chakiri	...	Omar
- Jerónimo Toubes	...	Rahmi
- Sarah Perles	...	Ahlam
- Sarra Rkha	...	Hyla